# Jefferson (Wisconsin)
Jefferson is een plaats (city) in de Amerikaanse staat Wisconsin, en valt bestuurlijk gezien onder Jefferson County.

## Demografie
Bij de volkstelling in 2000 werd het aantal inwoners vastgesteld op 7338. In 2006 is het aantal inwoners door het United States Census Bureau geschat op 7721, een stijging van 383 (5,2%).

## Geografie
Volgens het United States Census Bureau beslaat de plaats een oppervlakte van 12,0 km², waarvan 11,5 km² land en 0,5 km² water. Jefferson ligt op ongeveer 244 m boven zeeniveau.
Jefferson ligt aan de Rock River, een zijrivier van de Mississippi met een lengte van naar schatting 459 kilometer.

## Plaatsen in de nabije omgeving
De onderstaande figuur toont nabijgelegen plaatsen in een straal van 16 km rond Jefferson.